# 大泉義一
大泉 義一（おおいずみ よしいち）は、日本の教育学者である。早稲田大学教育・総合科学学術院教授、博士（教育学）である。
東京生まれ。専門は，教科教育学(美術科教育)、デザイン教育、教育方法学、造形ワークショップ実践論。

## 学歴
- 都立日比谷高等学校　卒業
- 東京学芸大学教育学部美術科　卒業
- 明星大学人文学研究科教育学専攻修士課程（博士前期課程）修了
- 教育学修士（明星大学）
- 教育学博士（東京学芸大学）

## 研究職歴
- 1．早稲田大学教育・総合科学学術院教授　2019/04 ～
- 2.  東京学芸大学連合学校教育学研究科博士課程准教授　2010/04 ～ 2019/03
- 3.  横浜国立大学教育人間科学部准教授　2006/08 ～ 2019/03
- 4.  北海道教育大学教育学部旭川校助教授　2004/04 ～ 2006/08
- 5.  旭川市立東十条保育園講師（造形担当）　2004 ～ 2006
- 6.  東京学芸大学附属竹早小学校文部科学教官教諭　1998/04 ～ 2004/03
- 7.  東京都公立中学校教諭　1991/04 ～ 1998/03

## 現在の研究課題
- 図画工作・美術科教育の授業研究
- 子どものためのデザイン教育研究
- 造形ワークショップに関する研究

## 著書
- 図工・美術でゆたかなくらし,  日本文教出版  2019/2
- 子どものデザイン -その原理と実践，日本文教出版  2017/02
- 感じて動く－鑑賞の活動化－，日本文教出版   2013/04
- 小学校・図画工作科の指導，建帛社   2010/05
- 横浜版・学習指導要領・指導資料・図画工作，美術科編，ぎょうせい   2010/02
- 図画工作・美術教育研究　第三版，教育出版 (頁 98-104)   2009/09
- 横浜版・学習指導要領・図画工作科，美術科編，ぎょうせい（横浜市教育委員会）   2009/03

ほか

## 論文
- 図画工作・美術科の授業における教師の発話に関する実践研究 Ⅳ，（大泉義一，山添joseph勇）美術教育学35号  2014/03
- 普通デザイン教育の確立期における「子どものデザイン」概念の検討，大学美術教育学会誌45号  2014/03
- 「子どものデザイン」からみえてくるもの，日本デザイン学会誌特集号  20巻 79号  2013/04
- ブータン王国の造形教育Ⅱ，大学美術教育学会誌44号  2013/03
- 大学院教育学研究科「教育インターン」活動・指導状況についてのアンケート結果，（中嶋俊夫，米澤利明，渡辺雅仁）教育デザイン研究4号  2013/03

ほか

## 総説・解説記事等
- 「あそんでいるようにみえる」の意味を問う，平成24年度科学研究費補助金・基盤研究(B)「アート・多文化・伝統・身体・メディアを活用する表現と協同の創発的な学びの場の開発」公開コロキウムリーフレット『Formal×Informal Learning：ワークショップで何ができるＮＯか？』   2013/02
- 知ることは感じることの半分も重要ではない，日本美術教育研究会ニュースレター2号 （頁 4)   2010/11
- 「見ることを楽しむ」活動へ，形・forme 日本文教出版   293巻 （頁 12-13)   2010/05
- コラム『形や色と子どもの感覚』，東洋館出版社851号   2009/09
- 〈子ども－学校〉関係にアートが挑むこと～アートは子どもから生まれる，お茶の水女子大学附属小学校アート部 （頁 6)   2009/03

ほか

## 作品・芸術活動等
- a meeting placeⅡ，2013/05
- アートツール「なんのたまご？」，2012/05
- アートツール・キャラバンのためのデザイン・ワーク，2011/05
- 絵本の新しい提案 ～階段・オルゴール・窓～，2009/05
- ＢＡＬＬ 450×450×450（1点）アクリル板アクリルガッシュ，2003/02

ほか

## 所属学会
- 日本デザイン学会
- 美術科教育学会
- 大学美術教育学会
- 造形教育センター

## 受賞歴
- 第10回美術教育学賞，2013/03
- 第5回キッズデザイン賞・フューチャーアクション部門受賞 ／ アートツール・キャラバン by ＡＥゼミ，2011
- 横浜国立大学ベスト・ティーチャー賞，2008
- 第7回ユザワヤ創作大賞展　工芸部門大賞受賞，1992/09

## 共同・受託研究情報
- 積水ハウス「コドモ里山ラボ」における造形ワークショップ，2013/02（企業等からの受託研究）
- 川崎市市民ミュージアムにおける造形ワークショップイベント（大学連携プロジェクト），2011/12 ～ 継続中（国内共同研究）
- デザインで何ができるか？：FUJITSU Design，Meta Design，2010/12 ～ 2011/03（企業等からの受託研究）

ほか

## 学外審議会・委員会等
- 学習評価の手引き(図画工作)作成協力者 ，2018/04-2019/12［文部科学省］
- 平成29年改訂 学習指導要領(図画工作)作成協力者 ，2010/04-2018/03［文部科学省］
- 神奈川県造形教育協議会顧問,2012/04 ～ 継続中
- 新宿区立早稲田小学校地域協働学校運営協議会委員.2019/4 〜 継続中
- 日本教育大学協会全国美術部門理事,2012/04 ～ 継続中
- 美術科教育学会（副代表理事），2012/04 ～ 継続中
- 横浜市立平戸小学校学校運営協議会委員，2012/04 ～ 2013/03
- 全国学力調査結果分析委員会委員（図画工作）（特定の課題に関する調査結果分析委員会委員），2010/04 ～2011/03，文部科学省
- 平成20年改訂 学習指導要領(図画工作)作成協力者 ，2008/04-2009/03［文部科学省］

ほか

## 社会活動（公開講座等）
- 東京都目黒区研究会研究会講演，2014/02
- 東京都武蔵野市研究会講演，2014/02
- 横浜国立大学附属横浜小学校公開研究会講師，2014/01
- 川崎市市民ミュージアム大学連携「アートツール・キャラバン」，2013/12
- 平成25年度全国造形教育研究会講師，2013/11

ほか